# Босагарцы
Босагарцы (по-хакасски «пуға» — букв. бык) — сеок в составе хакасской этнической группы кызыльцев.
Хакасский сеок «пуға» носил официальное название Бугасарского или Босагарского рода. Согласно легендам, босагарцы происходили от девушки, спасённой мифическим сивым быком, в котором находилась жизненная сила скота. Окаменевший образ этого быка находился под горой Куня, а по более древней версии, под горой Хызыл-хая, в долине реки Чёрный Июс. Этноним «пуға» встречался среди названий родов камасинцев (бугасан) и киргизов (бугу).